# Labicymbium avium
Labicymbium avium is een spinnensoort uit de familie hangmatspinnen (Linyphiidae). De soort komt voor in Ecuador.